# Précy-sur-Oise
Précy-sur-Oise – miejscowość i gmina we Francji, w regionie Hauts-de-France, w departamencie Oise.
Według danych na rok 1990 gminę zamieszkiwało 3137 osób, a gęstość zaludnienia wynosiła 325 osób/km² (wśród 2293 gmin Pikardii Précy-sur-Oise plasuje się na 69. miejscu pod względem liczby ludności, natomiast pod względem powierzchni na miejscu 479.).